# Psyllo nitida
Psyllo nitida là một loài nhện trong họ Araneidae.
Loài này thuộc chi Psyllo. Psyllo nitida được Tord Tamerlan Teodor Thorell miêu tả năm 1899.